# Phrurolithus leviculus
Phrurolithus leviculus là một loài nhện trong họ Phrurolithidae.
Loài này thuộc chi Phrurolithus. Phrurolithus leviculus được Willis J. Gertsch miêu tả năm 1936.